# Junge Frau von 1914
Junge Frau von 1914 ist der Titel eines 1931 publizierten historischen Romans von Arnold Zweig. Er ist, chronologisch gesehen, der zweite Teil des Romanzyklus Der große Krieg der weißen Männer über den Ersten Weltkrieg. Erzählt wird die Entwicklungsgeschichte eines jungen Paares: Werner Bertin und Lenore Wahl befreien sich durch die Kriegserfahrungen in den Jahren 1915 und 1916 und persönliche Krisen von traditionellen Strukturen und Lebensvorstellung.

## Inhalt
Zweigs Roman spielt während des Ersten Weltkriegs in den Jahren 1915 bis 1916 auf zwei personell miteinander vermischten Handlungsebenen: die Hauptfiguren Werner Bertin und Lenore Wahl und ihre Familien und Freunde sind vom Krieg direkt betroffen. In ihre Geschichte eingeblendet ist eine Metaebene mit Gesprächen einiger Intellektueller über Kultur, Krieg und Propaganda und den militärischen bzw. geschäftlichen Verhandlungen der Generäle und Politiker, die den Krieg auf der Grundlage von Statistiken organisieren und die Strategien über den Einsatz von Menschen und Materialien bestimmen.

### Vorgeschichte
Werner Bertin, der Sohn eines oberschlesischen Schreiners, und die Berliner Bankierstochter Lenore Wahl haben sich während ihres Münchener Jura- bzw. Kunst-Studiums kennengelernt und ohne Wissen ihrer Eltern einige Zeit als Paar in Solln zusammengelebt. Werner hat schon einen Roman veröffentlicht, schreibt an einem Drama und hofft auf eine Karriere als Schriftsteller. Nach Kriegsbeginn kehren die beiden nach Berlin zurück, um dort ihre Studien fortzusetzen.
Werner ist wegen einer Schwäche seiner Sehkraft und der Konstitution nur eingeschränkt kriegstauglich und wird vorerst nicht zur Reichswehr eingezogen. Lenore plant eine Heirat und stellt ihn als ihren Freund ihren Eltern vor, aber diese lehnen ihn als potentiellen Schwiegersohn ab. Zwar spielt die Religion keine Rolle, denn alle Beteiligten sind assimilierte Juden mit patriotischer Einstellung, aber die Vermögensunterschiede sind groß und außerdem missfällt den Wahls sowohl die Schriftstellerei Werners als auch dessen politische Meinung: seine Kritik am Kaiser und dem Preußentum. Lenores Vater vermutet in ihm einen Mitgiftjäger und denkt daran, ihn durch seine Beziehzungen zur Heeresleitung an die Front versetzen zu lassen (I. Buch, 3. Kapitel). Mathilde Wahl würde gern eine Verbindung ihrer Tochter mit dem Geheimrat-Nachbarssohn und Reiterleutnant Gerhard von Ducherow sehen, der jedoch im Oktober 1915 in Ungarn stirbt (V, 1).

### Werner Bertin
Der Roman beginnt mit dem Einberufungsbescheid im April 1915. Bertin wird zwar nicht zum Fronteinsatz, jedoch als Armierungssoldat in die Umgebung von Küstrin eingezogen (I, 1), wo er Schutzwälle für die Festung bauen muss. Hier beginnt mit ihm eine Veränderung. Bei der körperlichen Arbeit erfährt der Student und feinsinnige Schriftsteller ein neues Lebens- und Gemeinschaftsgefühl (I, 4), ein Gefühl der „Kollekivfreiheit“, das überzüchtete Kopfdenken abzustellen und eine Unzahl neuer Gehirnzellen, Nervenbahnen anzurufen, und mit ihnen den ganzen Körper: „Jetzt gingen Geist und Gewalt einig, der Krieg hatte sie verschmolzen, die Macht der Heere diente dem deutschen Wesen, und die Sehnsucht des Knaben, dessen Vater Ulan war, durfte sich gehenlassen, eins mit der schöpferischen Andacht des Schriftstellers, dessen Aufgabe Gestaltung des Seelenlebens hieß, Verfeinerung der menschlichen Natur.“
Verbunden ist dieses Gefühl mit einem gewissen Machismus, das Lenore bisher an ihm nicht kannte und das seinen romantisch-gefühlvollen Liebesgedichten, die er ihr in seinen Briefen schickt, widerspricht. Diese Verrohung führt bei ersten Besuch Lenores am Himmelfahrtstag (II, 1) zu einer schweren Enttäuschung und Beziehungskrise. Er hat zwar für ihren Besuch ein Zimmer gemietet, aber bei einem Spaziergang zwingt er sie in freier Natur zu ungeschütztem Sex. Zwar entschuldigt er sich später für sein Verhalten und sie versöhnen sich, aber ihre Verstimmung hält an (II, 2. u. 3.), auch bei ihrem zweiten Besuch 14 Tage später, und verstärkt sich, nachdem sie eine Schwangerschaft feststellt.
Nach Lenores Entscheidung für einen Abbruch will sich Bertin aus schlechtem Gewissen über die Vergewaltigung nicht der Klinik-Situation aussetzen, kommt nur einmal zu Besuch und ist froh, dass seine Kompanie an die Front versetzt wird (III, 3). Er hat wegen seiner eingeschränkten Verwendung die Wahl zwischen West- und Ostfront und entscheidet sich, wie einige seiner Kameraden gefühlsmäßig wegen der Nähe zur westlichen Kultur und Zivilisation für den gefährlicheren Einsatz an der belgisch-französische Grenze. Als Lenores Bruder David ihm vorschlägt, sich mit Rücksicht auf Lenore krankschreiben zu lassen, geht er nicht darauf ein: Patriotismus, Pflichtgefühl, Zusammengehörigkeitsgefühl mit der Gruppe sind seine Motive. Nach Schanzenbefestigungen und Transportarbeiten im Gebiet Lille wird seine Kompagnie zum Straßenbau nach Südungarn, später nach Serbien, dann nach Mazedonien verlegt. (V, 2, 6, 8).
Auf dem Balkan lernt er verschiedene Kulturen kennen, sein Horizont erweitert sich und er erkennt, dass die in den Zeitungen verbreiteten Feindbilder von den Serben nicht stimmen. Dann wird seine Kompanie quer durch Europa zum großen Schlachtfeld nach Verdun transportiert.

### Lenore Wahl
Für Lenore, deren Entwicklung im Zentrum des Romans steht, beginnt mit der Schwangerschaft eine Leidenszeit (II, 5-III, 2). Sie ist in einem emotional-rationalen Konflikt, plädiert aber für einen Abbruch, während Werner aus Furcht vor den Folgen einer misslungenen Abtreibung eine Heirat vorschlägt, obwohl er weiß, dass ihre Eltern gegen eine Ehe sind und er keine Familie aus seinen bisherigen Publikationseinnahmen ernähren kann. Lenore hat Angst, als ledige Mutter von ihrer Familie und der Gesellschaft stigmatisiert zu werden: „[H]ier herrschte die neueste Zeit, bürgerliche Strenge, die Ordnung wimmelnder Städte, Grenzen und Vorschriften für alles im Gesetz und Herkommen. Und ein Kind hieß Selbstmord, ein Kind hieß Untergang jeder Aufgabe, hieß Zusammenbruch des Lebens mit Bertin, falls er glücklich durchkam, und Angeschmiedetsein an das Verödete, falls ihm etwas zustieß und sie ihm nicht folgen durfte. Etwas wild wollen mit den innersten Fasern, es aber ebenso hart ausreißen, mit der innersten Einsicht: das war die Falle, in der sie saß, die Klemme, das Gefängnis.“
Lenore hat keine Erfahrungen mit einer solchen illegalen Situation und der Gefahr einer Verurteilung und vertraut sich ihrem 16-jährigen Bruder David an. Dieser erfährt von seinem älteren Freund Kliem, wie man durch versteckte Zeitungsannoncen Hebammen findet, die wiederum mit Ärzten zusammenarbeiten, und mit Bertins 600 Mark-Vorschuss für einen Vertrag, nach dem Frieden eines seiner Dramen zu drucken, können sie eine professionelle Abtreibung unter dem Deckmantel eines Notfalls in einer Klinik finanzieren. Eingebettet ist die Schilderung des Eingriffs durch Betrachtungen zum Krieg: „Die Welt war ein Schlachthaus“ und der von Gott verlassenen Welt (III, 2). Sie interpretiert Bertins Entscheidung für die Westfront als Flucht: Sein Aufbruch scheint ihr „nur die Fortsetzung jener Flucht, auf der er sich vor der Rohheit des Lebens die Ohren zuhielt, nicht einmal imstande, anzuhören, was sie am eigenen Leibe hatte vollziehen lassen müssen.“
Während sie sich im Ostsee-Fischerdorf Tramsin erholt und den Eingriff zu verarbeiten versucht, reflektiert sie über ihre Vergangenheit (IV, 1, 2). Sie fühlt sich von Werner alleingelassen, (III, 2) zumal er in seinen Feldpostbriefen aus Frankreich v. a. egozentrisch über sich und seine Arbeit, aber nicht von der Abtreibung. Sie spielt die Zukunftsmöglichkeiten durch: Heirat mit Werner - Enterbung? Keine Unterhaltszahlungen? Reaktion von Werners Vater Berthold auf die mittellose Schwiegertochter? Finanzierung ihres Lebens? Sie resümiert: Sie hat ihren eigenen Weg gewählt und gibt ihren völligen „Bankrott“ zu: ihr Traum von der Gefährtin eines Schriftstellers ist geplatzt und sie muss nun damit zurechtkommen. Dann „über[lässt] sie sich ihrem schwelgerischen Hasse und horcht[-] in sich hinein, wo eine Stimme ihr zerschlagenes Sein beweint[-], ihre getötete Liebe und den mangelhaften Bau der Welt“: Sie plagt sich mit „der Sinnlosigkeit der Welt […] diese Raserei von Schwängerung, Geburt und gierigem Vernichten [ist] das Gesetz des Lebens, und der Krieg, der das Geschäft der Gräber in ungeheuerlichem Maße besorgt[-], steigert[-] nur bis zum Wirbel, was sonst in langsamem Takte ab[klingt]. Was [ist] der Krieg anders als die verschärfteste Form der menschlichen Gesellschaft? Der offene Krieg zwischen den Männern jetzt macht[-] nur vergessen, dass von jeher Krieg [ist] von den Männern zu den Weibern, von den Reichen zu den Armen, vom Lande zu den Städten, von den Gesunden zu den Kranken“. Sie bespricht mit David ihre Situation und er schlägt ihr vor, sich von den Eltern und Bertin unabhängig zu machen und Lehrerin zu werden (IV, 3) und sie nimmt zur Vorbereitung Nachhilfestunden in Latein, um an einem Gymnasium zu unterrichten.

### Schwiegersohn im Feld
Im Dezember 1915, Lenore hat ihren 23. Geburtstag gefeiert, hat sich für die Familie Wahl eine neue Situation entwickelt. Ihre Eltern Hugo und Mathilde suchen nach einer Lösung, sich von dem öffentlichen Druck zu befreien, ihren Sohn David, der als Gymnasiast für ein halbes Jahr zurückgestellt wurde, zum Militär zu schicken. An seiner Stelle ziehen sie einen „Schwiegersohn im Feld“ vor und Lenore erhält die Zustimmung der Eltern zu einer Verlobung mit Werner Bertin, zumal er seit Neustem Chancen hat, als Schriftsteller berühmt zu werden. Lenores Vater will jedoch nach wie vor keine Heirat und stellt dafür die nicht zu realisierende Bedingung, Bertin solle 5000 Mark als Vermögen nachweisen. Da Werner erst nach einem Jahr Militärdienst Anspruch auf Urlaub hat, kommt es zu einer Fernverlobung und der Bekanntmachung am 1. Januar 1916.
Als Lenore im März 1916 von der Verlegung Bertins ins Kriegsgebiet bei Verdun erfährt (VI, 2) will sie Werner vor diesem gefährlichen Einsatz bewahren und seine Rückkehr „reklamieren“. Voraussetzung dafür ist ihre Heirat. Ein Rabbiner ist schnell gefunden und auch die finanzielle Hürde wird überwunden: Ihr Opa Markus leiht ihr 5000 Mark für Bertins Konto (VI, 3). Beschwerlicher sind ihre Behördengänge, um die für die Beantragung des Hochzeitsurlaubs zuständigen Stellen zu finden (VI, 4, 6, 7, 8) Während des viertägigen Urlaubs heiraten die beiden im Juni 1916 in Berlin (VII, 1, 2).

### Kriegsdiskurse
Während die Hauptfiguren an der Front und in der Heimat, gewissermaßen auf der Volksebene, die Befehlsstrukturen, die Dienstanweisungen und die komplizierten, oft schwer zu durchschauenden Regeln der Administrationen befolgen müssen, mit täglichen Sorgen des Krieges, der Angst um das Leben der Söhne, Männer oder Freunde und den Versorgungsengpässen, zu kämpfen haben und in patriotischer Stimmung Siegesmeldungen verfolgen, werden in Kreisen der Intellektuellen, der Generalität und der Bankiers die Diskussionen auf einer Metaebene geführt: Kriegs- und Friedensstrategien, Erweiterung der Landes um neue Provinzen, Finanzierung des Krieges mit Kriegsanleihen und Belohnung der Aktionäre nach den Friedensverhandlungen.
Lenores großbürgerliche Familie muss ihren Lebensstandard wenig einschränken und ihr Vater, der Bankier Hugo Wahl, verdient am Krieg (VI, 3). Er verhandelt mit Oberst Schieffenzahn über Stickstoff-Lieferungen (Chilesalpeter) aus Belgien für die Sprengstoffproduktion (I, 3), nutzt seine Beziehungen, um seinen Sohn David vor einem Kriegseinsatz zu bewahren und nimmt dafür sogar einen ungeliebten „Schwiegersohn im Feld“ in Kauf.
Im Gegensatz zu ihm blickt Lenores Großvater Markus skeptisch auf die Kriegsentwicklung und wird darin durch sein Gespräch mit Justizrat Obstfelder über die politisch-militärische Situation und die deutsche Fehleinschätzung der Kräfteverhältnisse bestätigt (II, 4). Seine Erkenntnisse bringt er in die Diskussion mit seinem Sohn über den durch die Propaganda geschönten deutschen Kriegsverlauf, die unrealistischen Hoffnungen auf Gebietsgewinne und größere Machtposition Deutschlands nach dem Krieg und den Patriotismus auf Kosten der toten Soldaten mit ein (VI, 3). Hugo Wahl wird erst nach seiner Rückkehr von einer Reise in den Osten desillusioniert, wo mit Oberst Schieffenzahn die Versorgungsprobleme der Bevölkerung der besetzten Gebiete und der Plan der Evakuierung der Juden nach Nordamerika diskutiert wurde (VI, 5).
In intellektuellen Zirkeln, z. B. in den Gesprächen der patriotisch gesinnten Schriftsteller Hermann Locher und Theodor Lederer (VI, 2), werden die Hintergründe der militärischen Operationen erörtert und die moralische Legitimität der Annexion Belgiens oder der Zerstörung der Kathedrale von Reims hinterfragt: Ein Blick hinter die Kulissen zeige die Interessenskonflikte zwischen den Generälen bei der Verlegung ihrer Kompanien an die Front oder in die Etappen, während an die streng disziplinierten Mannschaften und die Bevölkerung in der Heimat ständig an den Patriotismus und die Opferbereitschaft für das Vaterland appelliert werde. Entscheidend für die Niederlagen seien oft persönliche Ambitionen und Machtspiele der Generäle. Die Zerreibung der Korps vor Verdun gebe „dieser Schlacht die besondere Note des Grausigen, des Vergeudens, der endgültigen Unvernunft.“ An den Fehleinschätzungen der eigenen und der gegnerischen Kraft enthülle sich „der schreckliche Knäuel von menschlicher Fehlbarkeit, Irrtum, Fahrlässigkeit und Selbstsucht“, der durch eifersüchtige Schauspieler bekannt sei, nur dass die niemanden gefährdeten als einen Theaterabend. Seit Homer hätten sich die Götter nicht verändert, „nur dass sie diesmal körperlich über den Leichenfeldern hergingen und einander beschuldigten, um sich selber rein zu waschen“.

## RomanzyklusDer große Krieg der weißen Männer
Werner Bertin und Lenore Wahl sind die Hauptfiguren in vier Romanen des Zweig’schen Zyklus, die allerdings nicht in der chronologischen Reihenfolge geschrieben worden sind, wodurch es zu einigen Unstimmigkeiten kommt.
1. Die Vorgeschichte zur Jungen Frau von 1914 (1932), die Zeit vom August 1913 bis zum beginnenden Frühjahr 1915, erzählt der Band Die Zeit ist reif (1957): Lenore und Werner lernen sich während ihres Studiums in München kennen. Im August 1913 machen sie eine Ferienreise nach Tirol und Norditalien, Venedig, und kehren dann wieder nach Deutschland zurück. Nach einer zeitweisen Trennung, Werner arbeitet als Redakteur einer Zeitschrift in Breslau, Lenore besorgt Geschäfte ihres Großvaters in Straßburg, treffen sich die beiden wieder in München und leben dort ehelich zusammen. Nach dem Beginn des Ersten Weltkriegs kehren sie zum Studium nach Berlin zurück.
2. An die Junge Frau von 1914 schließt sich zeitlich direkt Erziehung vor Verdun (1935) an, mit Bertin als Protagonist. Im Mittelpunkt der Handlung steht der Tod des mit Bertin befreundeten Unteroffiziers Christoph Kroysing, der Unterschlagungen beim Proviant seiner Einheit angezeigt hat. Seine Vorgesetzten setzen ihn, um seine Aussagen vor Gericht zu verhindern, an gefährlichen Stellen ein und er wird von einer Granate getötet. Bertin informiert den älteren Bruder des Verstorbenen über den Vorfall. Dieser will den Fall aufklären, wird jedoch bei einem Fliegerangriff getötet. Werner spielt bei der Untersuchung der Korruption der Offiziere als potentieller Zeuge eine wichtige Rolle. Da er von seinen Vorgesetzten benachteiligt und schikaniert wird, fordert ihn ein mit der Untersuchung befasster Militärrichter als Schreiber an und befreit ihn damit aus dem Spannungsfeld. Kurz darauf wird er mit seiner neuen Einheit an die Ostfront versetzt und der Fall Kroysing wird unerledigt zu den Akten gelegt.
3. Im Roman Die Feuerpause (1954), der Ende November, Anfang Dezember 1917 spielt, ist Bertin als Schreiber in Merwinsk im Besatzungsgebiet Ober Ost (fiktiver Handlungsort des Sergeanten Grischa) eingesetzt. Im Mittelpunkt des Romans steht sein ausführlicher Bericht über seine Erlebnissen an der Westfront, die zum großen Teil aus Erziehung vor Verdun bekannt sind. Allerdings kämpft in dieser Fassung Bertin selbst, und nicht der Bruder Christoph Kroysings, für die Gerechtigkeit.

## Historischer Hintergrund
Die Roman Handlung spielt während der zweiten Phase des Ersten Weltkrieges:
Nachdem die deutschen Truppen Frankreich von Nordosten unter Verletzung der Neutralität Belgiens und Luxemburgs angegriffen hatten, trat Großbritanniens in den Krieg ein und der deutsche Vormarsch im September 1914 an der Marne zum Erliegen und es entwickelte sich ein Stellungskrieg mit vielen Toten. (In dieser Phase wird Bertins Armierer-Kompanie im Sommer 1915 zum Schanzen- und Grabenbau im Gebiet um Lille eingesetzt und im Herbst 1915 auf den Balkan verlegt.)
Nach dem Eintritt Bulgariens in den Krieg auf Seiten der Mittelmächte, begannen diese mit dem Serbienfeldzug und besetzten Teile Serbiens, um eine Landverbindung zum Osmanischen Reich herzustellen. Inzwischen hat sich an der Westfront eine für beide Seiten verlustreiche Materialschlacht entwickelt.(Bertins Kompanie wird ins Gebiet um Verdun transportiert und Lenore versucht, durch ihre Heirat seine Rückkehr in die Heimat zu erreichen).

## Biographische Bezüge
Es gibt Ähnlichkeiten zwischen den Biographien Bertins und des Autors:
- Erste Erfolge Zweigs als Schriftsteller: Novellen um Claudia (1912),  Kleist-Preis für die Tragödie Ritualmord in Ungarn (1915)
- Militärdienst: 1915 Einzug zum Militärdienst, Einsatz u. a. in Serbien, Belgien und bei Verdun. War er zuvor deutlich preußisch-national gesinnt, wandelte er sich unter dem Eindruck des Kriegs zum Pazifisten.
- Liebesbeziehung und Heirat: Gegen den Willen der Familie zogen Arnold und seine Cousine, die Malerin Beatrice Zweig, zusammen. 1916 heirateten sie. Beatrice war damals 24 Jahre alt. Sie hörte in München und Berlin Philosophie-Vorlesungen. Auch Zweig studiert an der Universitäten München.
- Ab 1917: Mitarbeiter der Presseabteilung des Oberbefehlshabers Ost. Dort kam der säkulare Jude Zweig in Kontakt mit dem Ostjudentum, das bei ihm einen bleibenden Eindruck hinterließ.

## Film
1970 wurde der Roman von der DEFA unter der Regie von Egon Günther verfilmt.

## Ausgaben
- Arnold Zweig: Junge Frau von 1914. Roman, mit einem Essay von Marcel Reich-Ranicki, Aufbau, Berlin 2014, ISBN 978-3-351-03556-3 (= Es muss einer den Frieden beginnen); Erstausgabe: Verlag der Nation, Berlin [1929].
- Taschenbuchausgabe: Aufbau-Taschenbuch 5210, Berlin 2001, ISBN 3-7466-5210-3.